# Носов, Герасий Фёдорович
Герасий Фёдорович Носов (1928—2017) — советский и российский организатор оборонной промышленности, главный конструктор нижегородского Опытного конструкторского бюро завода № 92 (1989—1998), кандидат технических наук, Герой Социалистического Труда и Заслуженный конструктор Российской Федерации. Он является автором 14 изобретений и 16 научных трудов.

## Биография
Герасий Носов родился 28 декабря 1928 года в селе Билимбаиха Очёрского района Пермского округа Уральской области (ныне Очёрский район Пермского края). Окончил среднюю школу в поселке Павловский Очёрского района. В годы Великой Отечественной войны трудился в промышленности. В 1949 году окончил Пермский военно-механический техникум по специальности «производство артиллерийских систем», а в 1967 году окончил Горьковский политехнический институт имени А. А. Жданова (ныне Нижегородский государственный технический университет).
Герасий Носов после окончания техникума был распределён в Опытное конструкторское бюро завода № 92 в городе Горький (ныне ОКБМ имени И. И. Африкантова), на котором трудился всю жизнь. В начале он работал техником-конструктором, затем инженером-конструктором, ведущим конструктором, руководителем конструкторского отдела. В 1971 году был назначен заместителем начальника — главным конструктором ОКБМ.
Он стал крупнейшим специалистом по проектированию советских и российских тяжеловодных промышленных реакторов и диффузионных машин, атомных реакторов для советских ледоколов, начиная с ледокола «Ленин». Один из крупнейших разработчиков ядерных паропроизводительных установок для атомных подводных лодок 2-го, 3-го и 4-го поколений, тяжёлого атомного ракетного крейсера «Пётр Великий». Многократно был членом Государственных комиссий по испытаниям и приёму на вооружение подводных боевых кораблей, участник большого количества испытательных походов на Северном флоте.
2 февраля 1984 года указом Президиума Верховного Совета СССР за большие заслуги в деле создания и производства новых типов атомных подводных лодок и надводных кораблей Герасию Фёдоровичу Носову присвоено звание Героя Социалистического Труда с вручением ордена Ленина и золотой медали «Серп и Молот».
В 1985 году Герасий Носов защитил диссертацию кандидата технических наук на тему «Оптимизация схемных и компоновочных решений ядерных паропроизводящих установок для подводных лодок. Из опыта создания установок 2-го, 3-го и 4-го поколений».
В 1989—1998 годах он был главным конструктором ОКБМ имени И. И. Африкантова по ядерным паропроизводящим установкам для атомных подводных кораблей. С 1997 года главный конструктор, а с 1998 года главный специалист по корабельному направлению ОКБМ имени И. И. Африкантова и продолжал трудиться на предприятии до самой смерти. Герасий Фёдорович Носов скончался 7 мая 2017 года и похоронен на Ново-Сормовском кладбище Нижнего Новгорода.

## Творчество
Герасий Фёдорович Носов является автором 14 изобретений и 16 научных трудов, которые связаны с обобщением опыта проектирования, создания и эксплуатации корабельных и судовых ядерных паропроизводящих установок.

## Награды
- Медаль «За доблестный труд в Великой Отечественной войне 1941—1945 гг.», 1945 год
- Орден Трудового Красного Знамени, 14 мая 1960 года
- Государственная премия СССР, 1969 год
- Медаль «В ознаменование 100-летия со дня рождения Владимира Ильича Ленина», 1970 год
- Орден Трудового Красного Знамени, 25 марта 1974 года
- Орден Ленина, 2 февраля 1984 года
- Медаль «Серп и Молот», 2 февраля 1984 года
- Ленинская премия, 1984 год
- Медаль «Ветеран труда», 1985 год
- Юбилейная медаль «300 лет Российскому флоту», 1996 год
- Заслуженный конструктор Российской Федерации, 1997 год
- Ветеран атомной энергетики и промышленности Российской Федерации, 1999 год